# Temporada 1940 de las Grandes Ligas de Béisbol
La Temporada 1940 de las Grandes Ligas de Béisbol fue disputada de abril a octubre, con 8 equipos tanto en la Liga Americana como en la Liga Nacional con cada equipo jugando un calendario de 154 partidos. 
La temporada finalizó cuando Cincinnati Reds derrotaron en la Serie Mundial a Detroit Tigers en siete juegos, ganando así su segundo título.

## Premios y honores
- MVP
  - Hank Greenberg, Detroit Tigers (AL)
  - Frank McCormick, Cincinnati Reds (NL)

## Temporada Regular
| Liga Americana         | Liga Americana | Liga Americana | Liga Americana | Liga Americana | Liga Americana | Liga Americana |
| Equipo                 | V              | D              | CTE            | JD             | LOCAL          | VISITA         |
| ---------------------- | -------------- | -------------- | -------------- | -------------- | -------------- | -------------- |
| Detroit Tigers         | 90             | 64             | .584           | -              | 50-29          | 40-35          |
| Cleveland Indians      | 89             | 65             | .578           | 1              | 51-30          | 38-35          |
| New York Yankees       | 88             | 66             | .571           | 2              | 52-24          | 36-42          |
| Boston Red Sox         | 82             | 72             | .532           | 8              | 45-34          | 37-38          |
| Chicago White Sox      | 82             | 72             | .532           | 8              | 41-36          | 41-36          |
| St. Louis Browns       | 67             | 87             | .435           | 23             | 37-39          | 30-48          |
| Washington Senators    | 64             | 90             | .416           | 26             | 36-41          | 28-49          |
| Philadelphia Athletics | 54             | 100            | .351           | 36             | 29-42          | 25-58          |

| Liga Nacional         | Liga Nacional | Liga Nacional | Liga Nacional | Liga Nacional | Liga Nacional | Liga Nacional | Liga Nacional |
| Equipo                | V             | D             | CTE           | JD            | LOCAL         | VISITA        |               |
| --------------------- | ------------- | ------------- | ------------- | ------------- | ------------- | ------------- | ------------- |
| Cincinnati Reds       | 100           | 53            | .654          | -             | 55-21         | 45-32         |               |
| Brooklyn Dodgers      | 88            | 65            | .575          | 12            | 41-37         | 47-28         |               |
| St. Louis Cardinals   | 84            | 69            | .549          | 16            | 41-36         | 43-33         |               |
| Pittsburgh Pirates    | 78            | 76            | .506          | 22½           | 40-34         | 38-42         |               |
| Chicago Cubs          | 75            | 79            | .487          | 25½           | 40-37         | 35-42         |               |
| New York Giants       | 72            | 80            | .474          | 27½           | 33-43         | 39-37         |               |
| Boston Bees           | 65            | 87            | .428          | 34½           | 35-40         | 30-47         |               |
| Philadelphia Phillies | 50            | 103           | .327          | 50            | 24-55         | 26-48         |               |

## Postemporada
NL Cincinnati Reds (4) vs. AL Detroit Tigers (3)
|                                        |
| Campeón Cincinnati Reds Segundo Título |

## Líderes de la liga

### Liga Americana
Líderes de Bateo 
| Categoría           | Jugador                                | Equipo      | Marca |
| ------------------- | -------------------------------------- | ----------- | ----- |
| Porcentaje de bateo | Joe DiMaggio                           | NYY         | .352  |
| Cuadrangulares      | Hank Greenberg                         | DET         | 41    |
| Carreras Impulsadas | Hank Greenberg                         | DET         | 150   |
| Carreras Anotadas   | Ted Williams                           | BOS         | 134   |
| Hits                | Rip Radcliff Barney McCosky Doc Cramer | SLB DET BOS | 200   |
| Robo de Bases       | George Case                            | WSH         | 35    |

Líderes de Pitcheo 
| Categoría         | Jugador                     | Equipo  | Marca |
| ----------------- | --------------------------- | ------- | ----- |
| Victorias         | Bob Feller                  | CLE     | 27    |
| Derrotas          | George Caster Dutch Leonard | PHA WSH | 19    |
| ERA               | Bob Feller                  | CLE     | 2.61  |
| Ponches           | Bob Feller                  | CLE     | 261   |
| Entradas Lanzadas | Bob Feller                  | CLE     | 320.1 |
| Juegos salvados   | Al Benton                   | DET     | 17    |

### Liga Nacional
Líderes de Bateo 
| Categoría           | Jugador                   | Equipo  | Marca |
| ------------------- | ------------------------- | ------- | ----- |
| Porcentaje de bateo | Debs Garms                | PIT     | .355  |
| Cuadrangulares      | Johnny Mize               | STL     | 43    |
| Carreras Impulsadas | Johnny Mize               | STL     | 137   |
| Carreras Anotadas   | Arky Vaughan              | PIT     | 113   |
| Hits                | Stan Hack Frank McCormick | CHC PIT | 191   |
| Robo de Bases       | Lonny Frey                | CIN     | 22    |

Líderes de Pitcheo 
| Categoría         | Jugador                          | Equipo      | Marca |
| ----------------- | -------------------------------- | ----------- | ----- |
| Victorias         | Bucky Walters                    | CIN         | 22    |
| Derrotas          | Hugh Mulcahy                     | PHI         | 22    |
| ERA               | Bucky Walters                    | CIN         | 2.48  |
| Ponches           | Kirby Higbe                      | PHI         | 137   |
| Entradas Lanzadas | Bucky Walters                    | CIN         | 305   |
| Juegos salvados   | Jumbo Brown Mace Brown Joe Beggs | NYG PIT CIN | 7     |